# Omega Centauri
Omega Centauri (ω  Cen, NGC 5139 ou Caldwell 80) est un amas globulaire situé dans la constellation du Centaure. En 1677, l'astronome et ingénieur britannique Edmond Halley a été le premier à identifier ω Cen comme un objet non stellaire. On peut donc lui attribuer la découverte de cet amas, même si celui-ci avait été observé auparavant, notamment par Ptolémée et par Johann Bayer.
Parce que ω  Cen est différent sous plusieurs aspects des autres amas globulaires de la Voie lactée, on a émis l'hypothèse qu'il pourrait s'agir des restes d'une galaxie naine perturbée.

## Historique des observations
En l'an 150, l'astronome grec Ptolémée a catalogué ω Cen comme une étoile. En 1602, le magistrat allemand Johann Bayer a utilisé les données de Ptolémée pour produire l'ouvrage Uranometria, le premier atlas des constellations qui couvrait entièrement la sphère céleste. Bayer a nommé cet objet ω Centauri. En utilisant un télescope sur l'ile Sainte-Hélène en 1677, l'astronome britannique Edmond Halley observe ω Cen qu'il décrit comme un objet non stellaire. En, 1716, Halley publie ω Cen dans sa liste des six « taches lumineuses ou des correctifs » dans un parution des Philosophical Transactions of the Royal Society,,. On attribue donc la découverte de l'amas globulaire Omega Centauri à Halley.
L’astronome suisse Jean Philippe Loys de Cheseaux  a inclus Omega Centauri dans sa liste de 21 nébuleuses en 1746, tout comme l'astronome français Nicolas-Louis de Lacaille en 1755.
Le premier astronome à reconnaître ω Cen comme un amas d'étoiles est l'astronome écossais James Dunlop. Il l'a décrit comme étant un « beau globe d’étoiles très graduellement et modérément comprimé au centre »,.

## Propriétés et population stellaire
Omega Centauri est à environ à environ 15 700 années-lumière (a.l.) du système solaire et, avec un diamètre d'environ 253 a.l, c'est le plus vaste amas globulaire connu dans la Voie lactée. On estime qu'il contient environ 10 millions d'étoiles et que sa masse est équivalente à 4 millions de masses solaires, ce qui en fait l'amas globulaire connu le plus massif de la Voie lactée.. De tous les amas globulaires du Groupe local de galaxies, seul Mayall II de la galaxie d'Andromède est plus lumineux et plus massif.
La métallicité de ω  Cen est estimée à -1,53 [Fe/H] selon l'article de J. Boyles et al. ou encore à -1,35 [Fe/H] selon Forbes et Bridges. Son âge d'environ 11,52 milliards d'années. Selon un article publié en 2011 par J. Boyles et al., sa masse est égale 3,35 x 106 {\displaystyle M_{\odot }}, mais selon un article plus récent (2013) de D'Souza et Rix, la masse de ω Centauri est de 4,05 x 106 {\displaystyle M_{\odot }}.
La densité d'étoiles dans la région du centre de ω  Cen est tellement grande qu'on estime qu'il n'y a qu'une distance de 0,1 année-lumière entre chacune d'elles. Comme Mayall II, les étoiles d'ω  Cen présentent une grande diversité d'âge et de métallicité,. Cette grande diversité indique que plusieurs générations d'étoiles se sont succédé dans l'amas. En général, les populations stellaires des autres amas globulaires sont plus uniformes et plus âgées, comme le suggère les modèles théoriques. Pour expliquer cette diversité, on a émis l'hypothèse qu'Omega Centauri serait ce qui reste du noyau d'une galaxie naine que la gravité de la Voie lactée aurait perturbé. La périphérie de cette galaxie aurait été dispersée et absorbée par la Voie lactée. Certaines étoiles, comme l'étoile de Kapteyn, qui n'est qu'à 12,8 années-lumière de nous, auraient même été éjectées de la galaxie naine puis absorbées par la Voie lactée,.
Le noyau de la galaxie naine se serait finalement retrouvé en orbite dans le halo de la Voie lactée et serait devenu Omega Centauri. À l'appui de cette hypothèse, on peut citer la vitesse orbitale élevée de ses étoiles avec un maximum à 7,9 km/s, sa forme aplatie et la présence en son centre d'un trou noir intermédiaire d'une masse évaluée à au plus 12 000 masses solaires,.

## Présence d'un trou noir

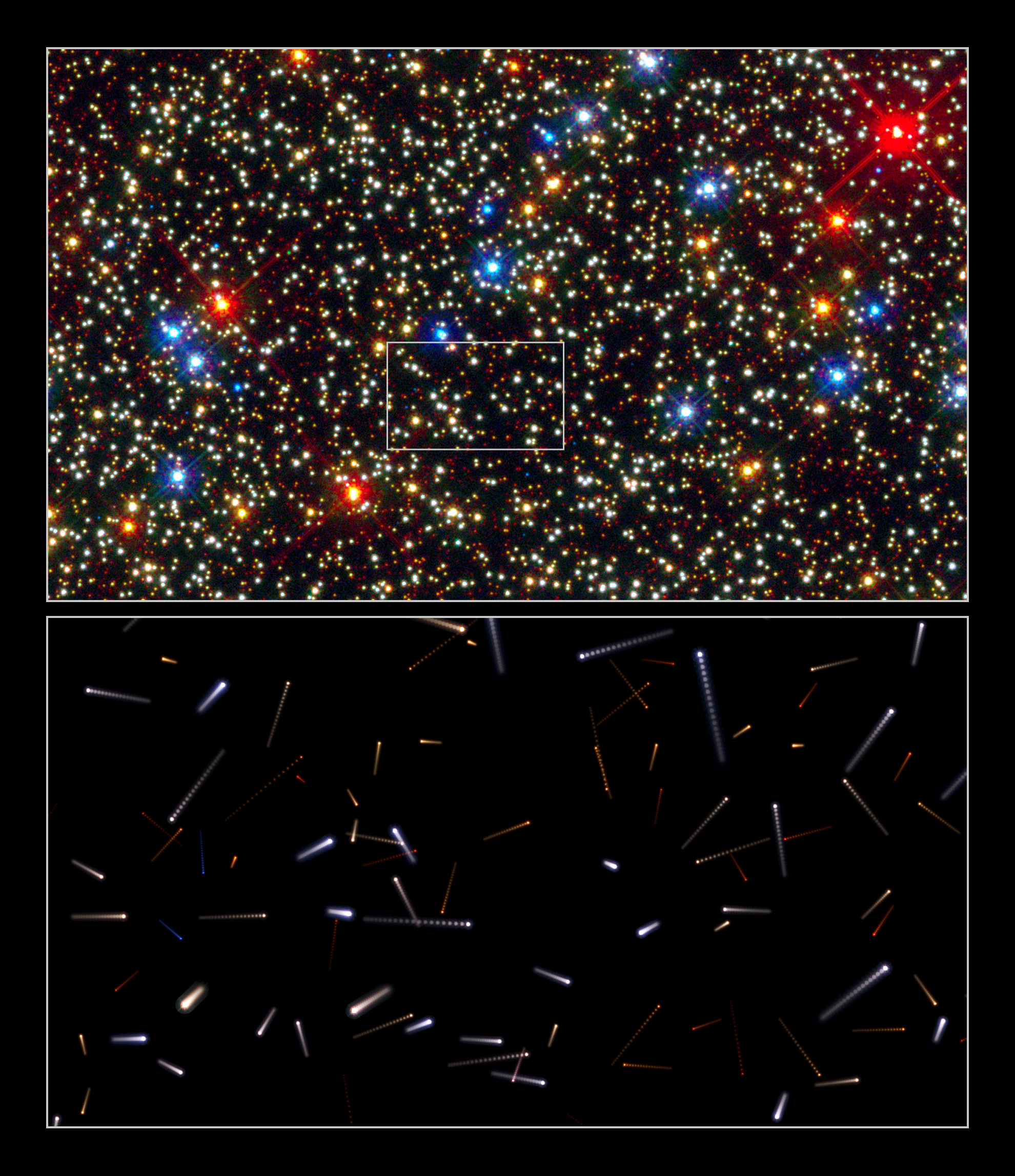
La région centrale d'Omega Centauri. L'illustration du bas représente les positions futures des étoiles mises en évidence dans l'encadré de l'image du haut. Chaque traie représente le mouvement prévu de l'étoile au cours des 600 prochaines années. La période entre les points correspond à 30 ans.

En se basant sur des observations du télescope spatial Hubble et de l'observatoire Gemini, une étude de E. Noyola et ses collègues a présenté des évidences de l'existence d'un trou noir de masse intermédiaire au centre d'Omega Centauri,. Les données captées par Hubble ont montré que les étoiles se regroupent près du centre d'ω Cen comme en témoigne l'augmentation graduelle de la luminosité. L'instrumentation installée à l'observatoire Gemini a permis de mesurer la vitesse des étoiles en orbite autour du noyau. Ces mesures ont permis aux astronomes de conclure que la masse de l'objet au centre est de 40 000 {\displaystyle M_{\odot }}.
Une étude précédente de Hubble sur les trous noirs supermassifs a montré une corrélation entre la masse d'un trou noir supermassif et celle de son hôte. Si les galaxies de masse inférieure obéissent à la même règle que les galaxies plus massives qui hébergent des trous noirs supermassifs, alors la masse d'Omega Centauri correspond à celle de son trou noir. Les astronomes estiment ainsi que la masse de la galaxie naine qui pourrait avoir été le précurseur d'Omega Centauri était égale à environ 10 millions {\displaystyle M_{\odot }}.

## Autres images

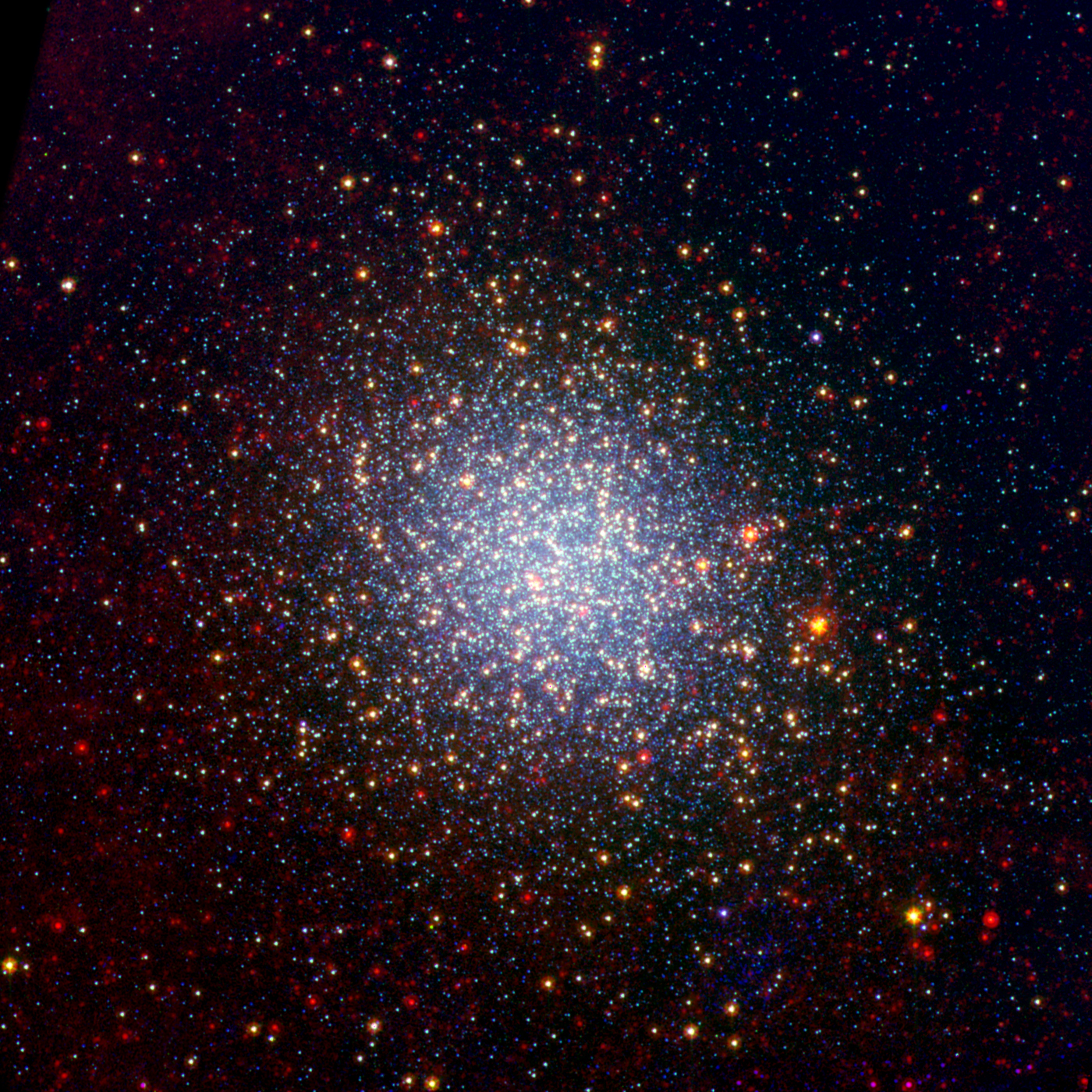
Omega Centauri en infrarouge par le télescope spatial Spitzer.
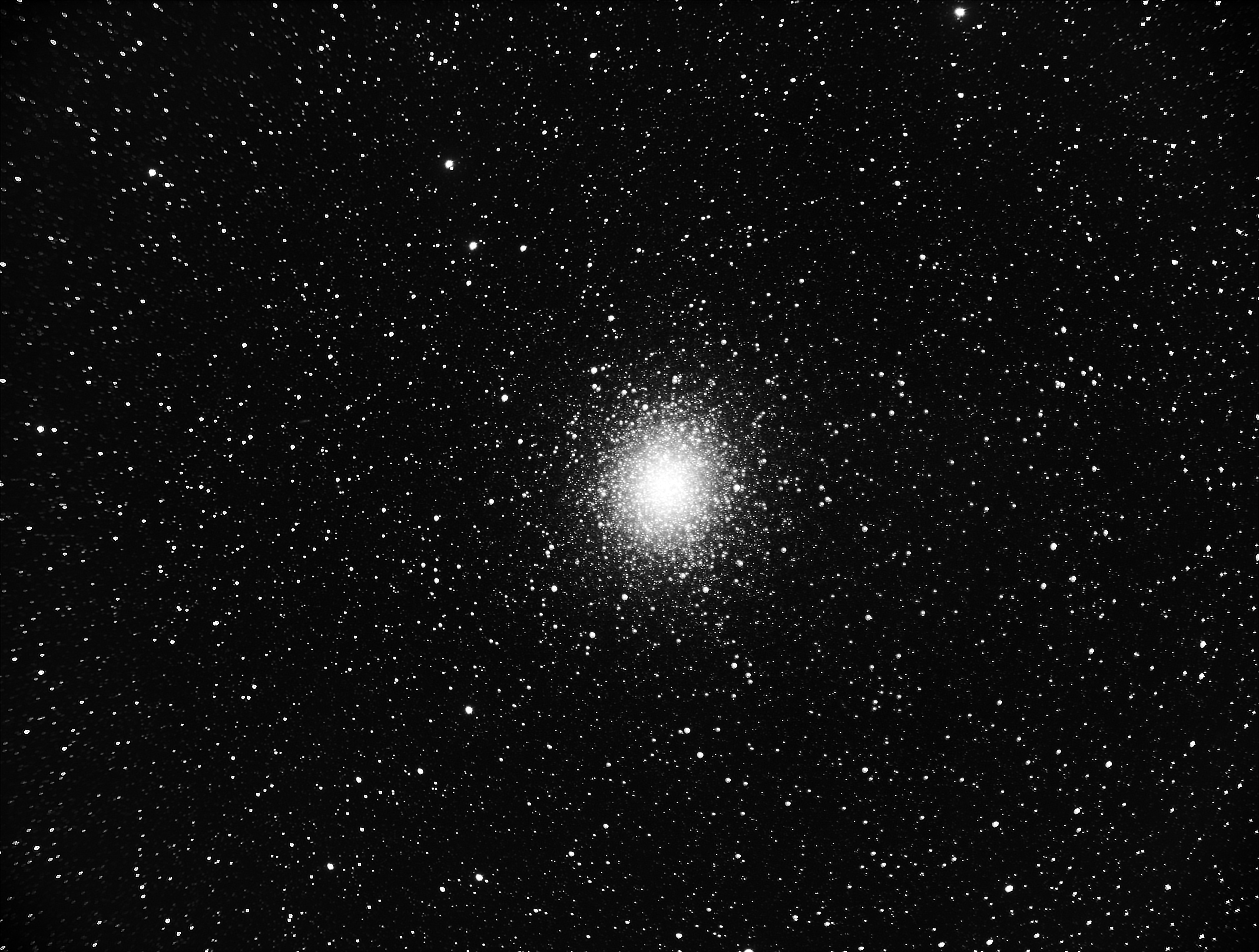
L'apparence d'Omega Centauri dans un petit télescope amateur.
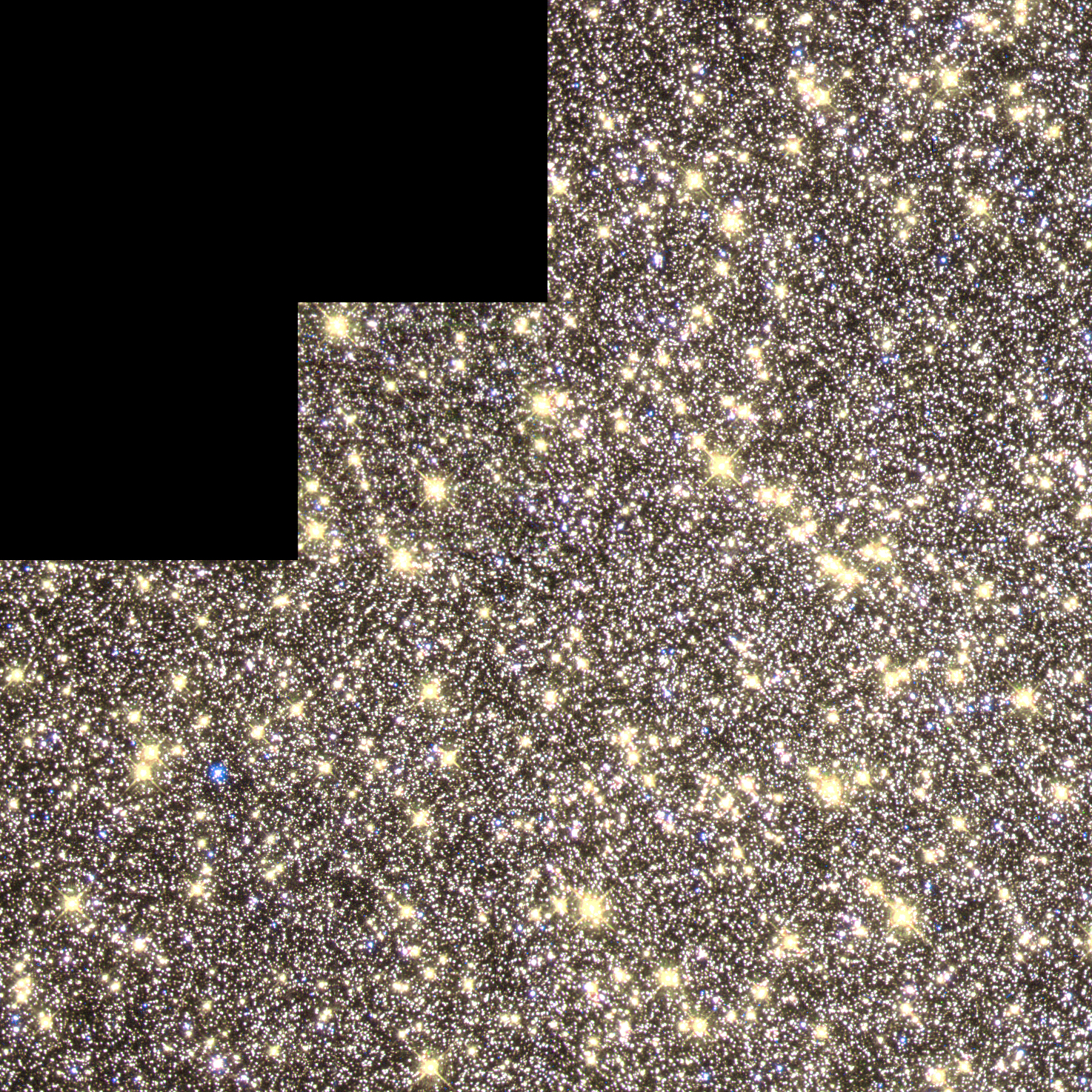
Région centrale d'Omega Centauri (télescope spatial Hubble).